# Thébusz János

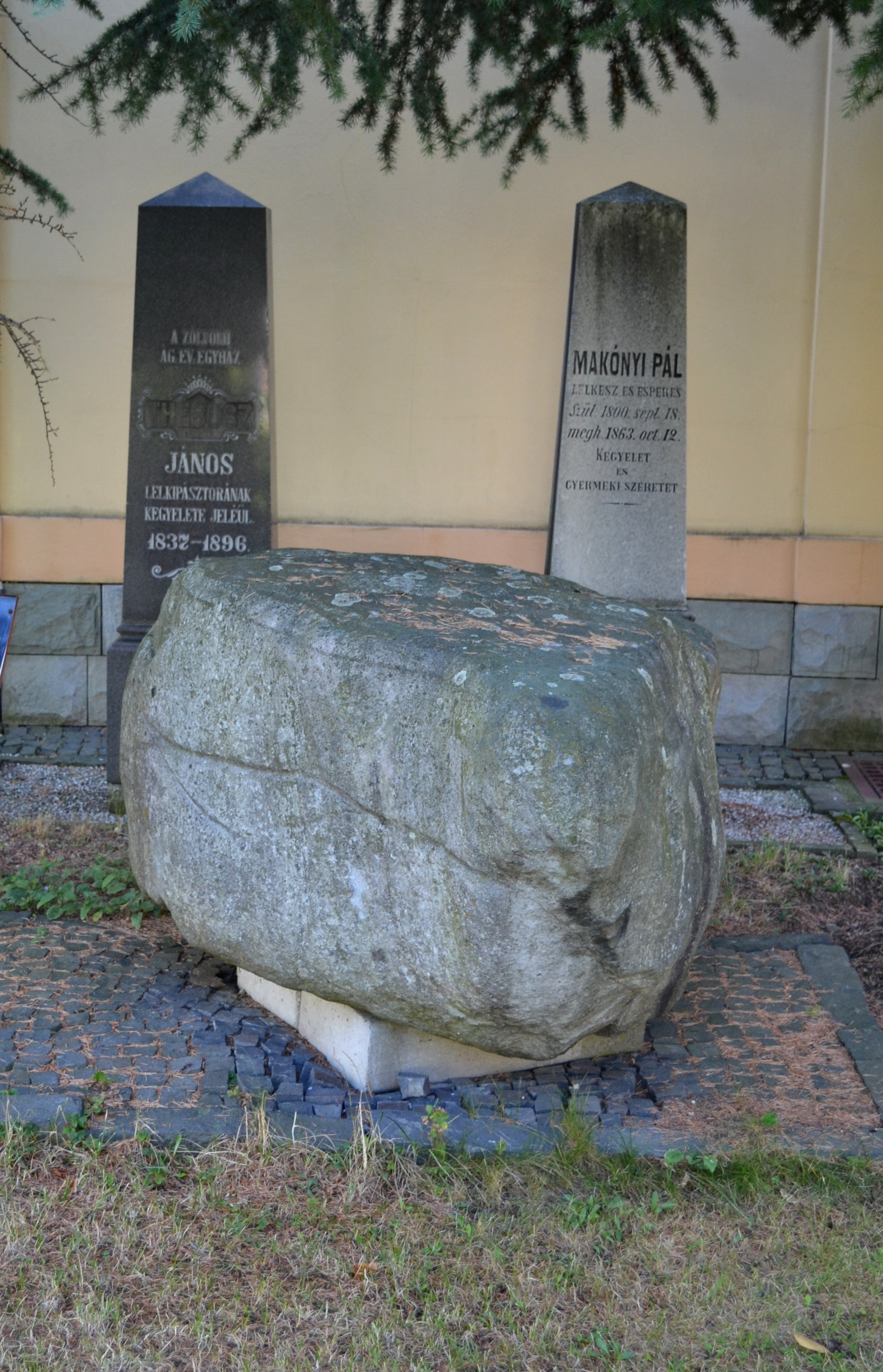
Thébusz János sírköve

Thébusz János (Lest, Nógrád megye, 1837. május 4. – Zólyom, 1896. június 21.) evangélikus lelkész, nevelő.

## Élete
Lesten született, ahol atyja Thébusz János iskolatanító volt. A gimnázium alsó osztályait Aszódon, a felsőbbeket Selmecbányán, a teologiát (1856-től 1859-ig) Sopronban végezte, honnét 1859-ben külföldre ment; a teológiát, bölcseletet és filológiát a hallei egyetemen hallgatta; azután Németországban nagyobb utazást tett. 1862-ben visszatérve, 1863-ig Aszódon, majd Törökbecsén gróf Bethlen József mostoha fiánál, gróf Leiningen Árminnál nevelő volt. 1863 márciusában Zólyomban segédlelkésznek választották és 1864 januárjában ugyanott rendes lelkész és esperes lett. Működésének súlypontja az evangélikus egyházban elharapózott pánszlávizmus elleni küzdelme volt. A kerületi egyházmegyei gyűléseken, hírlapokban, társadalomban nagy eréllyel támadta és üldözte a pánszláv vezéreket. Akciója érdekében Zólyomban lapot is indított, amellyel nagy segítségére volt Grünwald Bélának a magyarság terjesztésében és a pánszlávizmus irtásában. E miatt a pánszlávok részéről sok kellemetlen támadásnak volt kitéve. Ez azonban Thébuszt nem tántorította el, ő mindvégig megmaradt a felvidéki magyarság egyik vezérének. A magyarországi ágostai hitvallású evangélikus egyház 1891-94-es zsinatjának is tagja volt. A király hazafias működéseért az arany érdemkereszttel tüntette ki.
Cikkei a Hölgyfutárban (1860-73. Merseburg és nevezetességei, 97., 98., 101. sat. sz. Thüringai utirajzok I-VII.), a Protestáns Egyházi és Iskolai Lapban (1882); a Budapesti Hírlapban is több cikket írt az 1880-as években a pánszlávizmus ellen; egyházi beszédei a kecskeméti Protestáns Papban (III-V. évf.) jelentek meg.

## Munkái
- Protestantismus és pánszlavizmus. Bpest, 1882. (Felvidéki álnévvel).
- Egyházi beszéd a magyar honi e. e. e. gyámintézet XXII. évi közgyűlése alkalmával. Miskolcz, 1882.
- A keresztyén egyház története ev. népiskolák számára. Zólyom, 1884. (Nyom Kecskeméten).
- Kossuth Lajos temetése alkalmával tartott gyászbeszéd Zólyom, 1894.
- A magyarországi ág. hitv. ev. egyház 1891-94. országos zsinatának története. Bpest, 1895. Fénynyom. arcképekkel. (Ism. Vasárnapi Ujság 39. sz.)

## További irodalom
- Magyar életrajzi lexikon I-II. Főszerk. Kenyeres Ágnes. Bp., Akadémiai Kiadó, 1967-1969.
- Palatinus József: A szabadkőművesség bűnei. 4. kiad. Bp., 1938-1939. Budai-Bernwaliner József ny.
- Zoványi Jenő: Magyarországi protestáns egyháztörténeti lexikon. Szerk. Ladányi Sándor. 3. jav., bőv. kiadás. Budapest: Magyarországi Református Egyház Zsinati Irodája. 1977.  ISBN 963-7030-15-8